# Фукс, Фриц
Фриц Фукс (нем. Fritz Fuchs; 16 марта 1912, Вена — 1988) — австрийский и советский радиожурналист, антифашист, коммунист.

## Биография
Рано потерял отца, мать работала швеёй, официанткой, экономкой. Окончил учебно-воспитательное заведение в Трайскирхене, позднее учился на зубного техника.
В молодости вступил в Социал-демократическую партию Австрии. В феврале 1934 года вместе с братом Эрнстом участвовал в Гражданской войне в Австрии, после поражения левых эмигрировал сперва в Чехословакию, а в апреле того же года — в СССР. Будучи в Чехословакии, вступил в австрийскую компартию.
В дни блокады Ленинграда вёл передачи на Ленинградском радио для немецких солдат и офицеров, давая альтернативную точку зрения геббельсовской пропаганде. Был самым активным сотрудником немецкой редакции Ленинградского радиокомитета. В отчёте радиокомитета о положении в этой редакции о Фуксе было сказано: «Вся оперативная и большая часть вспомогательной работы лежали на одном человеке. Он должен был сам выбирать материалы из газет, переводить их, составлять передачи, кроме того, слушать и записывать заграничные передачи и писать почти все оригинальное». Фукс создавал художественные радиосценки, очерки, фельетоны, воззвания, статьи и обзоры. Помимо Фрица сотрудниками радиокомитета были его брат Эрнст (в начальный период блокады) и супруга Ани, являвшаяся переводчицей.
В октябре 1947 года вернулся в Австрию. Работал в газете советских оккупационных войск «Österreichische Zeitung», переводчиком в издании «Sowjetunion heute», выпускаемом АПН.